# Polypedates taeniatus
Polypedates taeniatus és una espècie de granota que viu a Bangladesh, l'Índia, el Nepal i, possiblement també, a Bhutan, als contraforts de l'Himàlaia.
És una espècie arbòria del bosc i matoll tropicals. Es reprodueixen i la deposició d'ous tenen lloc en branques que sobresurten damunt petits estanys als quals les larves cauen a l'eclosió.